# Beaumont-Sardolles
Beaumont-Sardolles település Franciaországban, Nièvre megyében. Lakosainak száma 116 fő (2022. január 1.). Beaumont-Sardolles Limon, Trois-Vèvres, Druy-Parigny, La Fermeté, Saint-Benin-d’Azy, Saint-Ouen-sur-Loire, Thianges és Ville-Langy községekkel határos.

## Népesség
A település népességének változása:
| Lakosok száma | 125  | 121  | 122  | 115  | 116  | 117  | 118  | 117  | 116  |
|               | 2013 | 2015 | 2016 | 2017 | 2018 | 2019 | 2020 | 2021 | 2022 |